# Dorfteich Mannhausen
Der Dorfteich Mannhausen ist ein Teich des zur Gemeinde Calvörde gehörenden Dorfes Mannhausen in Sachsen-Anhalt.
Der Dorfteich befindet sich auf der rechten Straßenseite der Straße Zum Drömling Richtung Piplockenburg. Er ist heute von Wohnbebauung fast komplett eingeschlossen.
Der Teich ist etwa 350 Quadratmeter groß. Sein Alter ist nicht belegt; er speicherte seit alten Zeiten das Trinkwasser des Ortes. Er befand sich bis zum 18. Jahrhundert westlich und außerhalb der Ortslage von Mannhausen. Der wirtschaftliche Aufschwung nach der deutschen Reichsgründung 1871 sorgte für ein Bevölkerungswachstum im Ort und für umfangreiche Neubausiedlungen.  
Heute ist die Wasserqualität im Dorfteich Mannhausen in einem schlechten Zustand. Die Wasseraufnahme ist aus Gesundheitsgründen risikoreich. Er wird von keinem Angelverband bewirtschaftet.
| \| \|                                       |
| Dorfteich Mannhausen innerhalb von Calvörde |
|                                             |